# Neptunium
Neptunium (chemická značka Np) je prvek s protonovým číslem 93 a je prvním z řady transuranů a pátým prvkem z řady aktinoidů. Byl objeven roku 1940 McMillanem a Abelsonem. Jde o umělý radioaktivní kov stříbrné barvy.
První pokusy o přípravu jeho izotopů byly provedeny dříve, v polovině třicátých let. Navržená metoda využívala faktu, že záchytem neutronu často vzniká β− aktivní izotop a následně těžší prvek.
V roce 1940 zjistili Edwin McMillan a Philip H. Abelson, že při bombardování tenké uranové fólie neutrony většina štěpných produktů odletí, ale dvě radioaktivní látky (s poločasem rozpadu 23 min a 2,3 dne) zůstanou na fólii. Prvek s kratším poločasem byl identifikován jako 239U. Druhým produktem byl izotop prvku 93. Tento prvek byl nazván Neptunium podle planety nacházející se za Uranem.
Chemie tohoto prvku je v mnoha ohledech odlišná od nejbližších aktinoidů – uranu a plutonia. Jeho vlastnosti jsou bližší spíše vlastnostem uranu než plutonia, zvláště pokud se jedná o chování ve vodném roztoku.

## Izotopy a jaderné vlastnosti neptunia
Neptunium nemá žádný stabilní izotop. Z 20 známých radioizotopů má nejdelší poločas rozpadu 237Np – 2,144 milionů let. Ten byl poprvé připraven v roce 1942 ostřelováním uranu neutrony:
{\displaystyle ^{238}\mathrm {U(n,2n)} \ ^{237}\mathrm {U} \ {\xrightarrow[{6,75\ \mathrm {d} }]{\beta ^{-}}}\ ^{237}\mathrm {Np} }
Další významné izotopy jsou 236Np s poločasem rozpadu 153 000 let a 235Np s poločasem 396,1 dne.
Izotopy s atomovým číslem větším než 237 jsou β− nestabilní, zatímco u izotopů s deficitem neutronů je častý záchyt elektronu. Všechny izotopy vykazují α rozpad. Podobná situace je u lehčích izotopů, kde je velmi vysoká pravděpodobnost elektronového záchytu:
| Izotop | poločas rozpadu | Druh rozpadu                          | Produkt rozpadu    |
| ------ | --------------- | ------------------------------------- | ------------------ |
| 225Np  | 3,6 ms          | α                                     | 221Pa              |
| 226Np  | 35 ms           | α                                     | 222Pa              |
| 227Np  | 510 ms          | α                                     | 223Pa              |
| 228Np  | 61,4 s          | ε (60 %) / α (40 %)                   | 228U/ 224Pa        |
| 229Np  | 4 min           | α (68 %) / ε (32 %)                   | 225Pa/ 229U        |
| 230Np  | 4,6 min         | ε (≤97 %) / α (≥3 %)                  | 230U/ 226Pa        |
| 231Np  | 48,8 min        | ε (98 %) / α (2 %)                    | 231U/ 227Pa        |
| 232Np  | 14,7 min        | ε (100,00 %) / α (2×10−4 %)           | 232U/ 228Pa        |
| 233Np  | 36,2 min        | ε (100,00 %)/ α (≤1×10−3 %)           | 233U/ 229Pa        |
| 234Np  | 4,4 d           | ε                                     | 234U               |
| 235Np  | 396,1 d         | ε (100,00 %)/ α (2,6×10−3 %)          | 235U/ 231Pa        |
| 236Np  | 153 000 r       | ε (86,3 %) / β− (13,5 %) / α (0,16 %) | 236U/ 236Pu/ 232Pa |
| 237Np  | 2 144 000 r     | α (100 %) / SF (≤2×10−10 %)           | 233Pa / různé      |
| 238Np  | 2,117 d         | β−                                    | 238Pu              |
| 239Np  | 2,356 d         | β−                                    | 239Pu              |
| 240Np  | 61,9 min        | β−                                    | 240Pu              |
| 241Np  | 13,9 min        | β−                                    | 241Pu              |
| 242Np  | 2,2 min         | β−                                    | 242Pu              |
| 243Np  | 1,85 min        | β−                                    | 243Pu              |
| 244Np  | 2,29 min        | β−                                    | 244Pu              |
| 245Np  | ?               | ?                                     | ?                  |

První vážitelné množství neptunia získali v roce 1944 Magnusson a LaChapelle.

### Separace a čištění nejdůležitějších izotopů neptunia

#### Výroba237Np
237Np slouží jako terč při výrobě 238Pu:

{\displaystyle ^{237}\mathrm {Np(n,\gamma )} \ ^{238}\mathrm {Np} \ {\xrightarrow[{2,1\ \mathrm {d} }]{\beta ^{-}}}\ ^{238}\mathrm {Pu} }
237Np je produkováno v jaderných reaktorech, které jako palivo používají uran. Probíhající procesy lze popsat rovnicemi:

{\displaystyle ^{235}\mathrm {U(n,\gamma )} \ ^{236}\mathrm {U(n,\gamma )} \ ^{237}\mathrm {U} \ {\xrightarrow[{6,7\ \mathrm {d} }]{\beta ^{-}}}\ ^{237}\mathrm {Np} } a 

{\displaystyle ^{238}\mathrm {U(n,2n)} \ ^{237}\mathrm {U} \ {\xrightarrow {\beta ^{-}}}\ ^{237}\mathrm {Np} }
V reaktorech na přírodní uran převažuje (n,2n) reakce s neutrony o energii > 6.7 MeV, naproti tomu v reaktorech na obohacený uran převažuje dvojitý záchyt neutronu.
Metody separace 237Np z vyhořelého jaderného paliva je velmi podobná procesu Purex.
První krok spočívá v extrakci neptunia společně s uranem a plutoniem. V druhém kroku je neptunium z této směsi odděleno.

#### Výroba238Np
Tento izotop se získává ozařováním 237Np neutrony. Separace se provádí na iontoměničových kolonách (anexech).

#### Výroba239Np
Existují dva způsoby přípravy tohoto izotopu:
- ozařování uranu neutrony,
- 243Am, které se rozpadá na 239Np.

V prvním případě je nutné ze směsi odstranit uran a thorium, v druhém pouze americium.

## Kovové neptunium a jeho slitiny
Kovové neptunium poprvé získali v roce 1948 Fried a Davidson redukcí 50 µg NpF3
parami barya při 1 200 °C. Pro výrobu většího množství je výhodnější použít redukci NpF4 vápníkem.
Kovové neptunium má tři modifikace α, β a γ, s bodem přechodu při 280 °C a 577 °C. Struktura α-Np je jedinečná, nebyla pozorována u žádného jiného kovu. Orthorombická základní buňka obsahuje osm atomů ve dvou rozdílných
pozicích. Nejkratší vzdálenost Np-Np je 2,60 Å, což ukazuje na kovalentní charakter vazby. β-Np je tetragonální s vrstevnatou strukturou podobnou InBi (čtyři atomy v základní buňce). γ-Np má stejnou mřížku jako α-Fe.
Kovové neptunium je stálé na suchém vzduchu při pokojové teplotě a jen velmi pomalu se pokrývá tenkou vrstvou oxidu, ale za vyšších teplot probíhá tento proces velmi rychle. Neptunium se rozpouští v kyselině chlorovodíkové a sírové.
Neptunium je unikátní svou vysokou rozpustností v α- i β-Pu. Intermetalické sloučeniny tvoří neptunium s hliníkem a berylliem. Lze je připravit redukcí NpF3 nadbytkem kovového Al nebo Be:
2 NpF3 + 29 Be → 2 NpBe13 + 3 BeF2
(1200 °C)
Jsou isotypické se sloučeninami thoria, uranu a plutonia. Boridy NpB2, NpB4, NpB6 a NpB12, které jsou isostrukturní s odpovídajícími sloučeninami uranu a plutonia, a intermetalické sloučeniny NpCd6 a NpCd12 získáme přímou syntézou z prvků.

## Sloučeniny neptunia

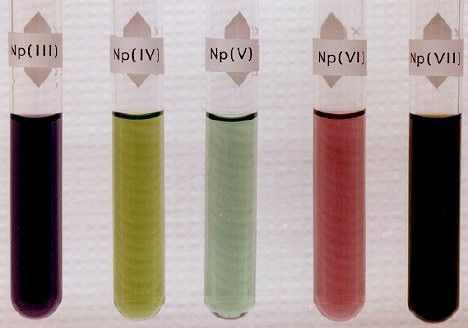
Barvy roztoků solí neptunia podle oxidačního čísla

### Hydridyneptunia
Hydridy NpH2 a NpH3 lze připravit přímým působením vodíku na kovové neptunium. NpH2 si zachovává svou strukturu v širokém rozmezí obsahu vodíku (NpH2+x, 0 ≤ x ≤ 0,7), mřížková konstanta roste s poměrem H:Np, na rozdíl od hydridu PuH2+x. Pokud poměr H:Np přesáhne hodnotu 2,7, tak můžeme pozorovat hexagonální NpH3, který je isostrukturní s PuH3, GdH3 a HoD3.

### Halogenidy neptunia
Fluoridy
Fialový NpF3 a zelený NpF4 připravíme hydrofluorací oxidu neptuničitého NpO2 v přítomnosti vodíku nebo kyslíku:
NpO2 + 1/2 H2 + 3 HF → NpF3 + 2 H2O

NpF3 + 1/4 O2 + 3 HF → NpF4 + 1/2 H2O
NpF6, který je v pevném stavu oranžový a v parách bezbarvý, můžeme připravit fluorací NpO2 (nebo lépe NpF4) pomocí BrF3, BrF5 nebo elementárního fluoru při teplotách 300–500 °C. Tento fluorid se rozkládá působením světla. Stopami vlhkosti prudce hydrolyzuje na fluorid neptunylu NpO2F2.
Ostatní halogenidy
Těkavý chlorid neptuničitý (NpCl4) můžeme připravit reakcí oxidu neptuničitého nebo šťavelanu neptuničitého Np[(COO)2]2 v proudu chloru nasyceného parami CCl4 při teplotě 450 °C. Tato látka je velmi hygroskopická. Světle hnědý NpOCl2 a oranžový NpOBr2 získáme v čistém stavu reakcí MX4 s oxidem antimonitým Sb2O3.
Červenohnědý NpBr4 vzniká bromací NpO2 nadbytkem bromidu hlinitého AlBr3 při 350 °C. Další možností přípravy je přímá syntéza z prvků.
Bromace NpO2 pomocí AlBr3 v přítomnosti kovového hliníku poskytuje zelený bromid neptunitý:
3 NpO2 + 3 AlBr3 + Al → 3 NpBr3 + 2 Al2O3
NpI3 připravíme podobně reakcí NpO2 s AlI3. NpI4 se připravit nepodařilo, což souhlasí s výsledky výpočtů, podle nichž je tato látka termodynamicky nestabilní.

### Oxidy neptunia
Binární oxidy
Neptunium tvoří následující binární oxidy: NpO3·2H2O, NpO3·H2O, Np3O8, Np2O5 a NpO2.
Hydráty oxidu neptuniového (NpO3) připravíme oxidací vodných roztoků hydroxidu neptuničného Np(OH)5 při probublávání ozonem. Tepelnou degradací NpO3·H2O získáme oxid neptuničitý (Np2O5), jehož struktura je podobná struktuře Np3O8.
Np3O8 získáme oxidací hydroxidu neptuničitého Np(OH)4 nebo neptuničného vzduchem nebo oxidem dusičitým NO2 při 300–400 °C. Tento oxid se snadno rozkládá při zvýšené teplotě. Nad teplotou 500 °C ztrácí kyslík a přechází na NpO2.
Oxid neptuničitý (NpO2) – nejstabilnější oxid neptunia lze připravit termickou dekompozicí mnoha sloučenin neptunia, např. hydroxidů, šťavelanů, dusičnanů atd. při teplotách 600–1000 °C. Stejně jako ostatní dioxidy aktinoidů má strukturu fluoritu.
Ternární a vyšší oxidy
Reakce NpO2 v pevné fázi s oxidy mnoha prvků nebo srážení z taveniny LiNO3/NaNO3 poskytuje ternární oxidy nebo oxidické fáze se čtyř-, pěti-, šesti- a sedmivalentním neptuniem. Povaha produktu závisí na reakčních podmínkách a použitém oxidu kovu.

### Organokovové sloučeniny a alkoxidy neptunia
Chlorid tris(cyklopentadienyl)neptuničitý (C5H5)3NpCl a odpovídající fluorid byl připraven β− přeměnou odpovídající sloučeniny uranu (239U).
Tetracyklopentadienyl neptuničitý (C5H5)4Np byl poprvé připraven reakcí C8H8K2 s NpCl4 v tetrahydrofuranu. Infračervené spektrum prokázalo sendvičovou strukturu komplexu (symetrie D8h).
Reakce NpCl4 s alkoxidy lithia LiOR (R = CH3, C2H5) poskytuje alkoxidy NpIV Np(OCH3)4 nebo Np(OC2H5)4, které se transformují na směsné alkoxidy NpBr(OC2H5)3 nebo NpBr2(OC2H5)2 protřepáváním s bromem. V přítomnosti volného ethoxidu sodného je neptunium oxidováno na směsný pětikoordinovaný alkoxid NpBr(OC2H5)4.